# Hraniční přechod Nová Bystřice – Grametten
Hraniční přechod Nová Bystřice – Grametten (německy Grenzübergang Grametten–Nová Bystřice) je bývalý silniční hraniční přechod na česko-rakouské státní hranici na hraničním úseku VI/44 - VI/44-1 (VI/44 - VI/44-1) mezi českým městem Nová Bystřice (okres Jindřichův Hradec, Jihočeský kraj) a rakouskou obcí Grametten (okres Gmünd, Dolní Rakousy). Přechod leží v nadmořské výšce 631 m n. m. na silnici II/128; za hranicí pokračuje rakouská silnice B5. Před zrušením byl určen pro pěší, cyklisty, motocykly, osobní automobily, autobusy a nákladní automobily.
Hraniční přechod byl zrušen při vstupu České republiky do Schengenského prostoru v roce 2007. V případě dočasného znovuzavedení ochrany vnitřních hranic je provoz na hraničním přechodu upraven Sdělením Ministerstva vnitra č. 395/2021 Sb.